# Észak-Csolla
Észak-Csolla (Jeolla) Dél-Korea egyik tartománya, székhelye Csondzsu (Jeonju).

## Közigazgatás
| Térkép      | #                     | Név    | Hangul | Handzsa | Népesség (2015) |
| ----------- | --------------------- | ------ | ------ | ------- | --------------- |
|             |                       |        |        |         |                 |
| — Városok — |                       |        |        |         |                 |
| 1           | Csondzsu (Jeonju)     | 전주   | 全州   | 658 172 |                 |
| 2           | Ikszan (Iksan)        | 익산   | 益山   | 301 723 |                 |
| 3           | Kunszan (Gunsan)      | 군산   | 群山   | 275 155 |                 |
| 4           | Csongup (Jeongeup)    | 정읍   | 井邑   | 110 627 |                 |
| 5           | Kimdzse (Gimje)       | 김제   | 金堤   | 84 269  |                 |
| 6           | Namvon (Namwon)       | 남원   | 南原   | 80 499  |                 |
| — Megyék —  |                       |        |        |         |                 |
| 7           | Vandzsu (Wanju)       | 완주군 | 完州郡 | 95 357  |                 |
| 8           | Kocshang (Gochang)    | 고창군 | 高敞郡 | 55 665  |                 |
| 9           | Puan (Buan)           | 부안군 | 扶安郡 | 52 091  |                 |
| 10          | Szuncshang (Sunchang) | 순창군 | 淳昌郡 | 26 707  |                 |
| 11          | Imsil                 | 임실군 | 任實郡 | 25 935  |                 |
| 12          | Mudzsu (Muju)         | 무주군 | 茂朱郡 | 23 408  |                 |
| 13          | Csinan (Jinan)        | 진안군 | 鎭安郡 | 22 886  |                 |
| 14          | Csangszu (Jangsu)     | 장수군 | 長水郡 | 21 620  |                 |

## Galéria

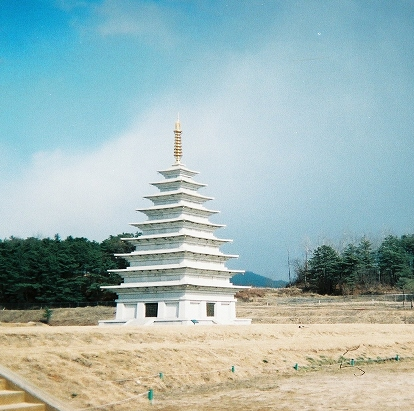
Miruk templom
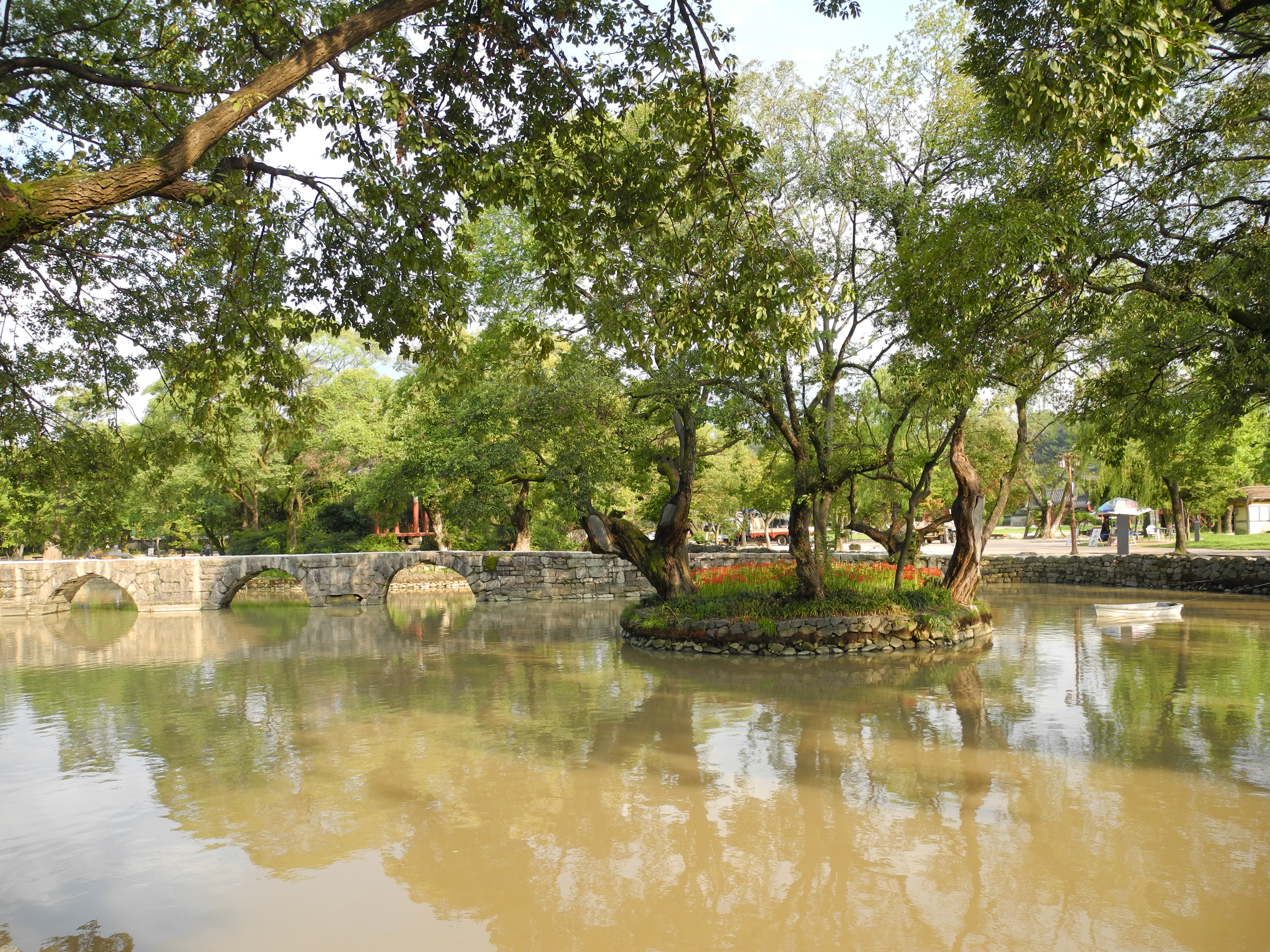
Namvon (Namwon)
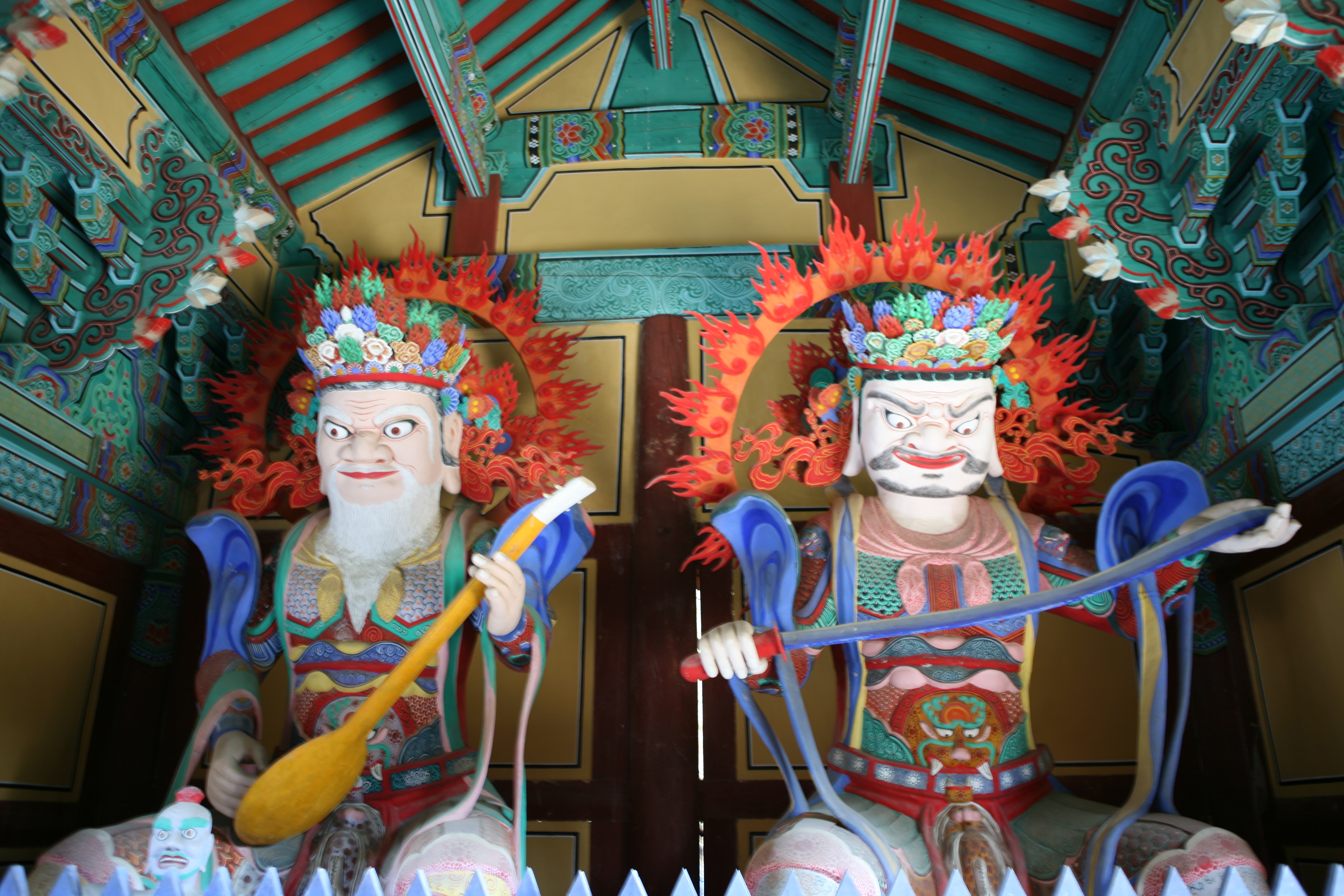
Neszo (Naeso) templom
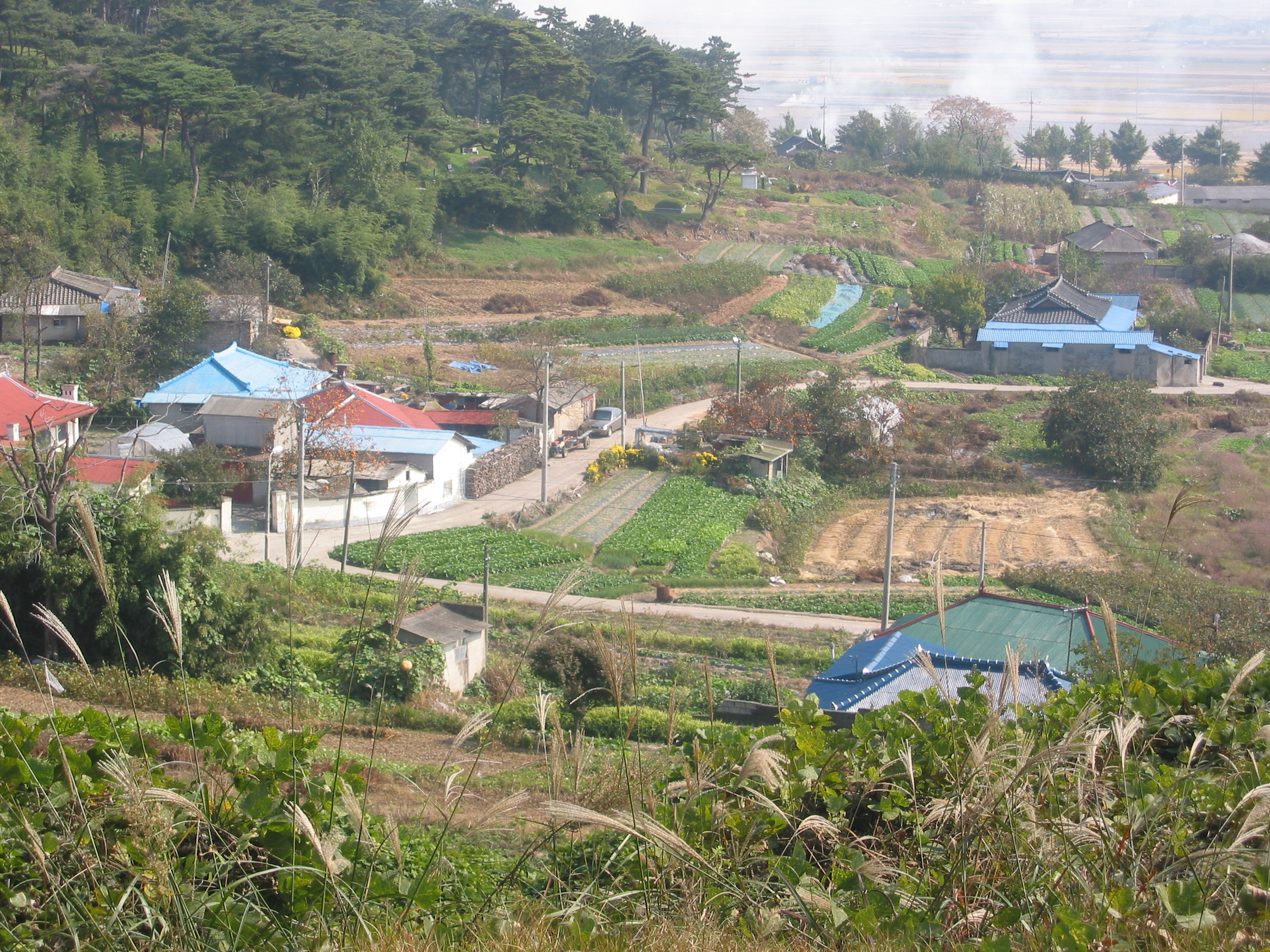
Kimdzse (Kimje)